# The Limit
The Limit (later bekend als Oattes Van Schaik) was een muziekgroep uit de jaren 1980, bestaande uit de Nederlandse producenten Bernard Oattes en Rob van Schaik. 

## Geschiedenis
In 1982 brengt The Limit She's So Divine uit, die ze door Ben Liebrand laten remixen. Het nummer wordt in Nederland niet opgepikt, maar daarentegen wel in Amerika, waar het een hoge notering bereikt in de top black singles list. Ook in Britse hitlijsten komt de song.
In 1985 brengen ze een volledig album uit, getiteld The Limit, maar doordat in Amerika reeds een groep met dezelfde naam bestaat, worden ze genoodzaakt om hun eigen namen te gebruiken en wordt het Oattes & Van Schaik (formerly known as The Limit).
Het debuutalbum levert de hit Say Yeah (met de vocalen van zangeres Gwen Guthrie) op. Het nummer piekt op #17 in de Britse Singles Chart en op #7 in de Amerikaanse Billboard Hot Dance Club Play hitlijst. 
Het duo schreef en produceerde als The Limit Productions ook voor andere artiesten, zoals Centerfold, The Revellettes en Five Star (de hitsingle Love Take Over). Na 1986 streefde Bernard Oattes een solocarrière na en produceerde hij drie studioalbums. Rob van Schaik blijft materiaal schrijven voor andere artiesten en heeft ook verschillende nummers geremixt.

## Discografie

### Singles
- 1980:	Photomania (FFR)
- 1982:	Crimes of Passion (Ariola Records)
- 1982:	She's So Divine (Arista Records)
- 1984:	Say Yeah (Portrait)
- 1985:	Miracles (Portrait)
- 1985:	Love Attaxx	(Portrait)
- 1985:	Crimes of Passion (Remix) (Portrait)

### Albums
- 1985:	The Limit (uitgebracht als Love Attaxx in sommige markten) (Portrait)